# Детройт-Лейкс
Детройт-Лейкс (англ. Detroit Lakes) — город в округе Бекер, штат Миннесота, США. На площади 31,9 км² (19,4 км² — суша, 12,5 км² — вода), согласно переписи 2009 года, проживают 8268 человек. Плотность населения составляет 378,3 чел./км².
- Телефонный код города — 218.
- Почтовые индексы — 56501, 56502.
- FIPS-код города — 27-15832.
- GNIS-идентификатор — 0642777.